# Autódromo Termas de Río Hondo
Das Autódromo Termas de Río Hondo ist eine permanente Motorsport-Rennstrecke in Argentinien, die seit 2013 auch von internationalen Meisterschaften befahren wird. Die 2008 eröffnete Strecke liegt westlich der Kleinstadt Termas de Río Hondo in der nordargentinischen Provinz Santiago del Estero.

## Geschichte
Baubeginn des Autódromo Termas de Río Hondo war das Jahr 2007.
Durch den von Jarno Zaffelli geplanten Umbau der Strecke wuchs 2013 die Länge auf 4,805 Kilometer und die Kurvenanzahl auf 14; davon fünf nach links und neun nach rechts. Die größte Veränderung der Streckenführung betraf ein „Infield“ nach der ersten Kurve und eine Verengung der ehemaligen Kurve 6 (dann Kurve 8). Darüber hinaus wurden die Sicherheitsbedingungen durch erweiterte Auslaufzonen mit Kiesbetten und Asphaltflächen erheblich verbessert. Am 17. Juli 2013 erhielt der Kurs von der Motorsportweltbehörde FIA die Einstufung als Grad 2-Kurs.

## Veranstaltungen
Regelmäßig gastieren die nationalen argentinischen Rennsportmeisterschaften seit 2008 auf der Strecke. Die erste internationale Rennveranstaltungen waren 2013 die Läufe der Tourenwagen-Weltmeisterschaft – am ersten Augustwochenende. Bereits in den Jahren 2011 und 2012 waren Läufe in Argentinien (aber nicht in Termas de Río Hondo) angekündigt, die aber nicht durchgeführt wurden. 2013 gewannen der spätere Weltmeister Yvan Muller und der Lokalmatador José María López die Rennen. Die WTCC gastierte bis 2017 auf dem Kurs
In der Saison 2013 sollte der Kurs erstmals im Kalender der Motorrad-Weltmeisterschaft stehen und den Großen Preis von Argentinien austragen, doch politische Verwicklungen verhinderten dies. 2014 wurde das dritte Rennen der Saison in Termas de Río Hondo abgehalten.

## Alle MotoGP-Sieger in Termas de Río Hondo
| Jahr | Sieger           | Motorrad | Reifen | Zeit          | Streckenlänge | Runden | Ø-Tempo      | Datum     | GP von      |
| ---- | ---------------- | -------- | ------ | ------------- | ------------- | ------ | ------------ | --------- | ----------- |
| 2014 | Marc Márquez     | Honda    | B      | 41:39,821 min | 4,806 km      | 25     | 173,028 km/h | 27. April | Argentinien |
| 2015 | Valentino Rossi  | Yamaha   | B      | 41:35,644 min | 4,806 km      | 25     | 173,318 km/h | 19. April | Argentinien |
| 2016 | Marc Márquez     | Honda    | M      | 34:13,628 min | 4,806 km      | 20     | 168,498 km/h | 3. April  | Argentinien |
| 2017 | Maverick Viñales | Yamaha   | M      | 41:45,060 min | 4,806 km      | 25     | 172,667 km/h | 9. April  | Argentinien |
| 2018 | Cal Crutchlow    | Honda    | M      | 40:36,342 min | 4,806 km      | 24     | 170,435 km/h | 8. April  | Argentinien |
| 2019 | Marc Márquez     | Honda    | M      | 41:43,688 min | 4,806 km      | 25     | 167,205 km/h | 31. März  | Argentinien |
| 2022 | Aleix Espargaró  | Aprilia  | M      | 41:36,198 min | 4,806 km      | 25     | 173,280 km/h | 3. April  | Argentinien |

Rekordsieger Fahrer: Marc Márquez (3)
Rekordsieger Konstrukteure: Honda (4)
Rekordsieger Nationen: Spanien (5)